# Paula Broadwell

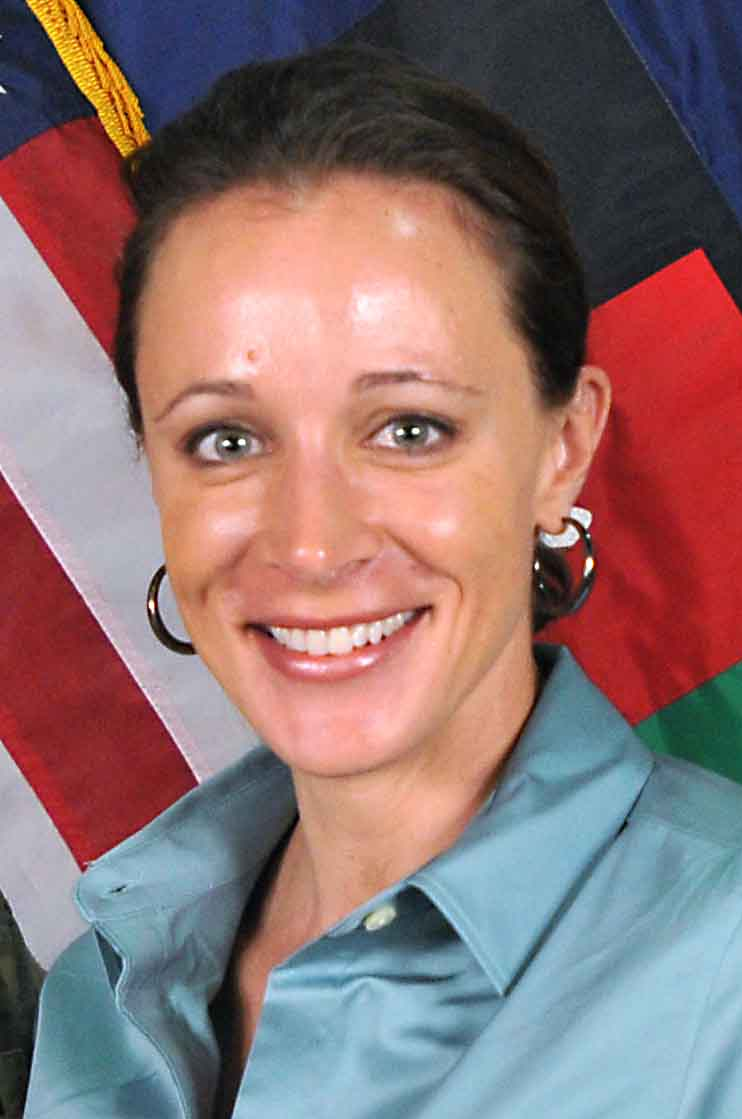
Paula Broadwell (2011)

Paula Dean Kranz Broadwell (* 9. November 1972 in Bismarck, North Dakota) ist eine US-amerikanische Journalistin und Anti-Terrorismus-Expertin. Das Bekanntwerden einer außerehelichen Affäre mit David Petraeus, dem ehemaligen Chef der Internationalen Schutztruppe in Afghanistan ISAF, führte am 9. November 2012 zu dessen Rücktritt als Direktor der CIA.

## Ausbildung
Broadwell geb. Kranz wuchs in Bismarck, North Dakota, auf und besuchte dort die High School.
1995 graduierte Broadwell an der Militärakademie West Point. Sie studierte an der Josef Korbel School of International Studies der University of Denver sowie an der Universität von Jordanien in Amman und machte einen Master für öffentliche Verwaltung an der John F. Kennedy School of Government der Harvard University. Außerdem nahm sie am Ph.D.-Programm des Department of War Studies des King’s College London teil.

## Beruf und Karriere
Broadwell diente in der United States Army und der United States Army Reserve und wurde im August 2012 Lieutenant Colonel der Reserve. Sie war Vizedirektorin des Jebsen Center für Anti-Terror-Studien der Fletcher School of Law and Diplomacy der Tufts University und arbeitete für die Joint Terrorism Task Force des FBI.
Daneben schrieb sie Berichte und Analysen unter anderem für die New York Times, den Boston Globe und das Time Magazine. Sie arbeitete als Embedded Journalist während des Krieges in Afghanistan. Unter anderem berichtete sie über das Dorf Tarok Kolache, das 2010 durch einen Angriff der US-Streitkräfte völlig zerstört wurde. Im Januar 2012 wurde die Petraeus-Biografie All In: The Education of General David Petraeus veröffentlicht, die Broadwell zusammen mit Vernon Loeb verfasst hat.
Paula Broadwell ist mit einem Arzt verheiratet und Mutter zweier Kinder. Sie lernten sich beim gemeinsamen Militärdienst in Deutschland kennen. Broadwell lebt in Dilworth, einem Stadtteil von Charlotte.

## Broadwell und David Petraeus

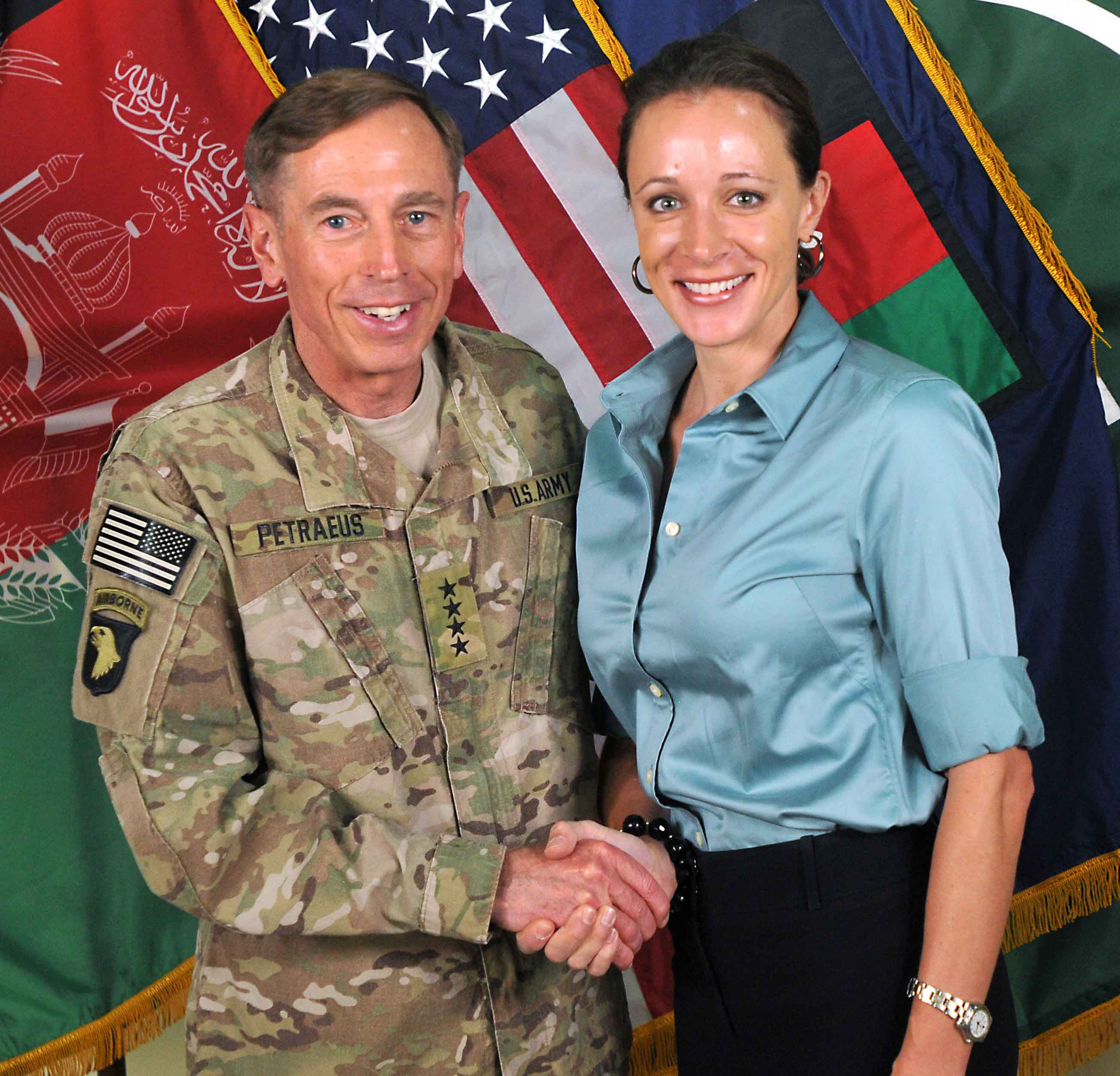
Petraeus mit Broadwell im Juli 2011

Im November 2012 wurde eine Affäre von Broadwell mit Petraeus bekannt, nachdem das FBI Droh-E-Mails von Broadwell an die mit dem Ehepaar Petraeus befreundete Gesellschaftsdame Jill Kelley untersucht hatte, die sich damit an das FBI gewandt hatte. Das Motiv war Eifersucht, da Broadwell Kelley verdächtigte, Absichten auf den General zu haben. Jill Kelley, die Ehefrau eines Chirurgen in Tampa, die als Society Lady Parties für die US Army organisierte, war auch in eine öffentlichkeitswirksame Affäre mit dem Nachfolger von Petraeus in Afghanistan, General John R. Allen, verwickelt.
Kennengelernt haben sollen sich Broadwell und Petraeus 2006, als dieser an der Harvard Kennedy School einen Vortrag gehalten hat. Broadwell machte damals dort ihren Master und soll ihn angesprochen haben. Für die Recherche an seiner Biografie zog sie für rund ein Jahr nach Afghanistan, wo Petraeus als Oberbefehlshaber der ISAF tätig war.
David Petraeus trat wenige Tage nach der US-Präsidentschaftswahl 2012 im Zuge der nach ihm benannten Petraeus-Affäre vom Amt des Direktors der CIA aus privaten Gründen zurück. Sein Rücktritt wurde von US-Präsident Obama am 9. November 2012 angenommen.
Im November 2012 wurde das Haus von Broadwell vom FBI durchsucht, nachdem sie in den Verdacht geraten war, Geheiminformationen von Petraeus erhalten und veröffentlicht zu haben. In einer Rede an der University of Denver Ende Oktober 2012 hatte sie behauptet, der Anschlag auf das US-Konsulat in Bengasi am 11. September 2012 (der zur Ermordung des Botschafters J. Christopher Stevens und mehrerer Begleitpersonen führte) sei durch al-Qaida-Terroristen erfolgt, um dort festgehaltene libysche Milizionäre zu befreien, was von der CIA dementiert wurde.

## Werke
- Paula Broadwell mit Vernon Loeb: All In: The Education of General David Petraeus. Penguin, 2012, ISBN 978-1-101-55230-8.